# Hardebek
|  | Per a altres significats, vegeu «Hardebek (municipi)». |

L'Hardebek (en baix alemany Hardebeek) és un afluent del riu Isenbek a Alemanya. Neix al municipi Bargfeld-Stegen a l'estat de Slesvig-Holstein, a uns centenars de metres de l'Alster. Al bosc Gräfenlohe al mateix municipi desemboca a l'Isenbek que desguassa via el Sielbek, l'Alster i l'Elba al mar del nord.

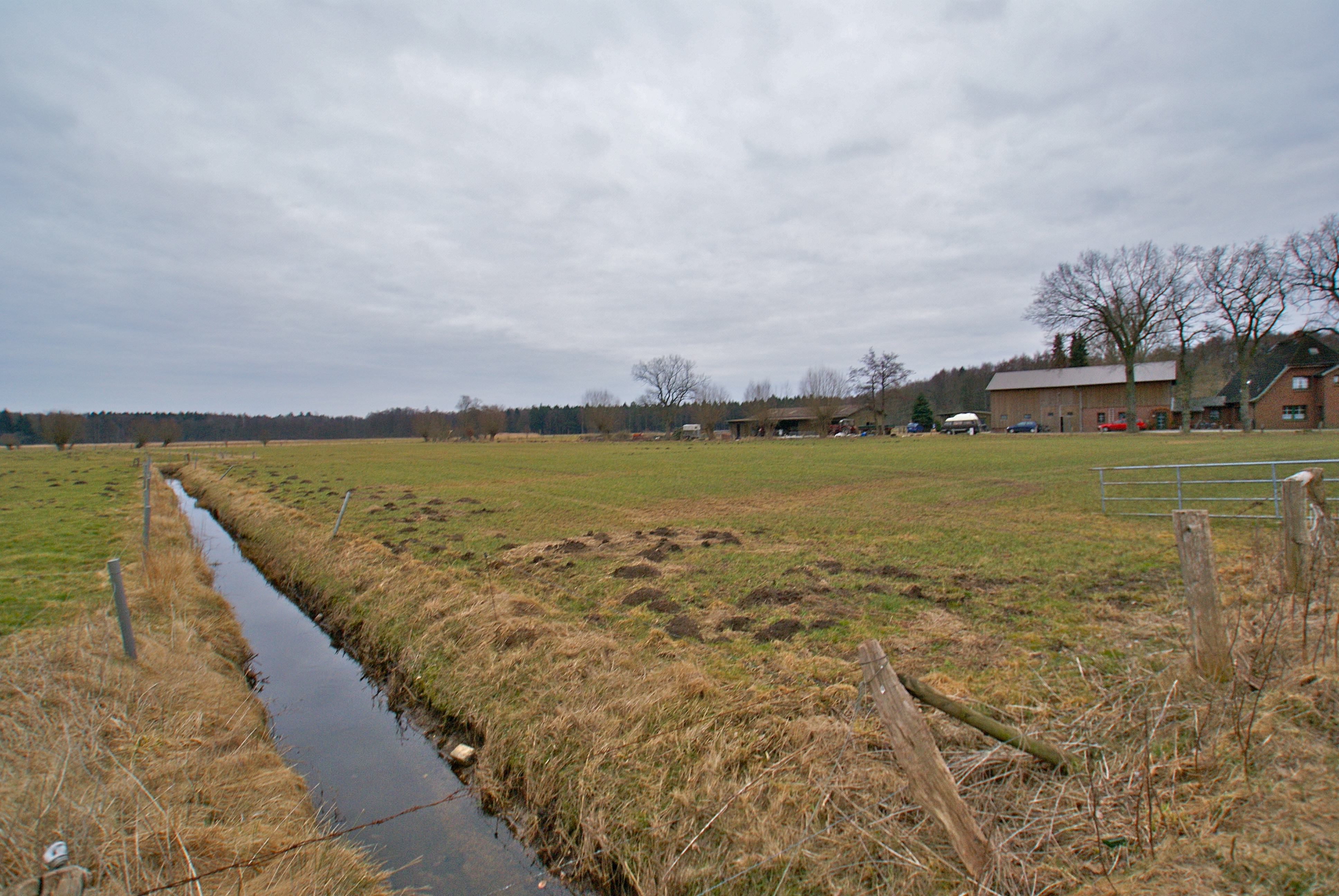
Al nucli de Viertbruch en direcció sud-est
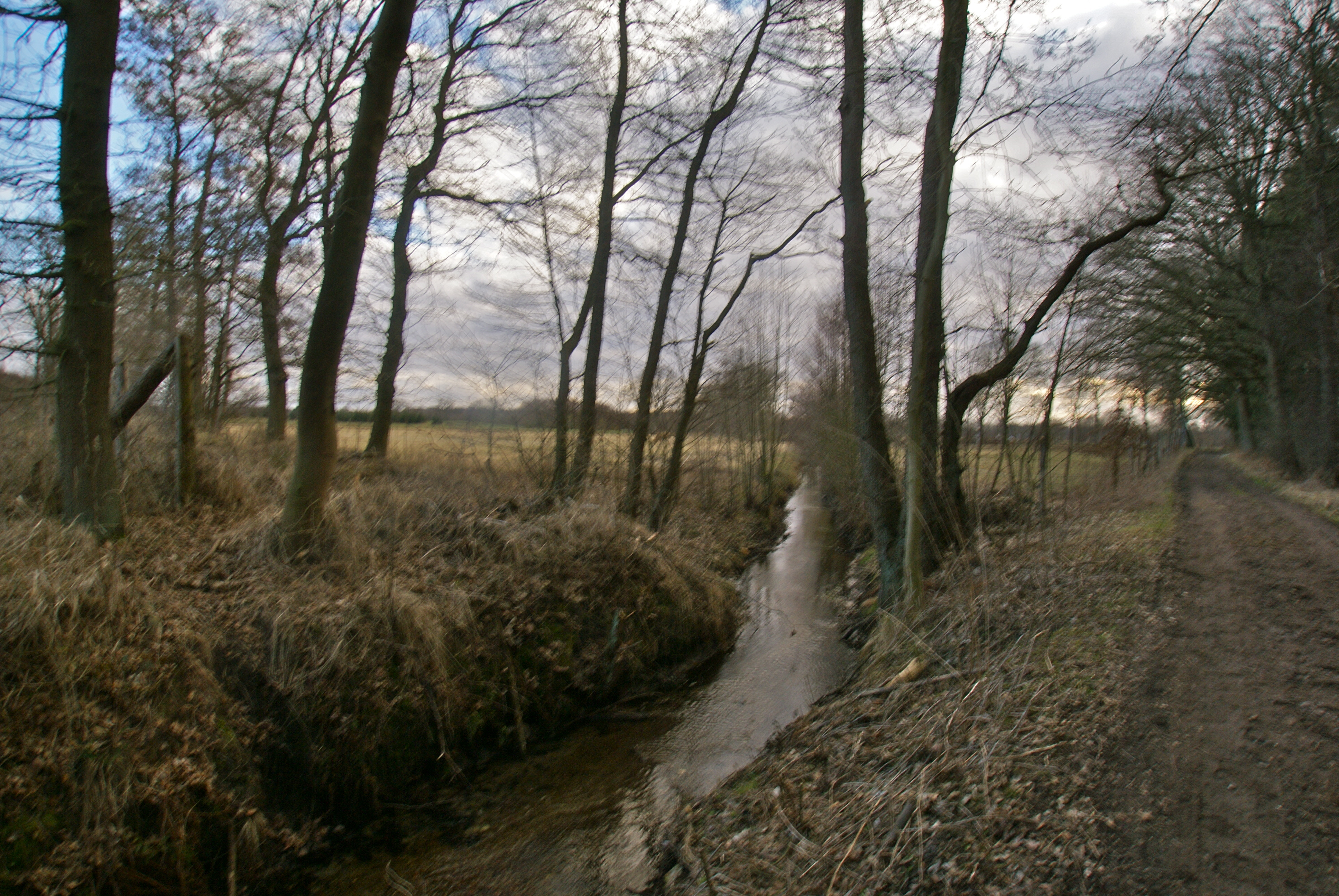
Poc abans l'aiguabarreich amb l'Isenbek
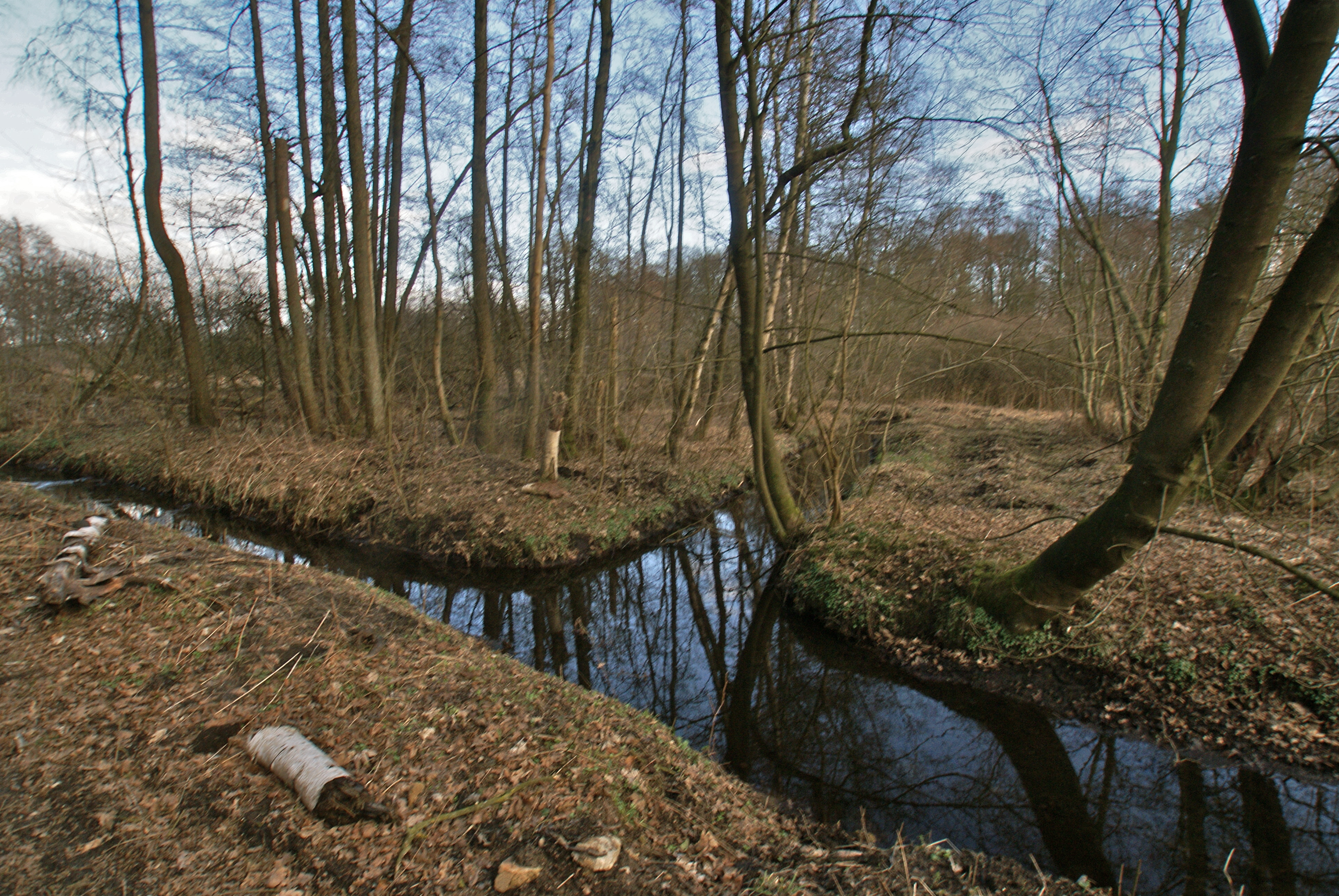
L'aiguabarreig de l'Isenbek i de l'Hardebeek